# فتح‌الله پاکروان
میرزا فتح‌الله طباطبائی ملقب به مشیر حضور (۱۲۹۷ قمری تبریز – ۱۳۳۰ خورشیدی) که نام خانوادگی پاکروان برگزید، دیپلمات دوره قاجار و پهلوی بود.
پدرش حاج میرزا کاظم مشیر لشکر و مادرش دختر میرزا تقی‌خان امیرکبیر بود. در مدرسه نظامی سن‌سیر پاریس تحصیل کرد و پس از بازگشت به ایران در سال ۱۲۸۰ خورشیدی به خدمت وزارت خارجه درآمد. نخستین مأموریت خارجی‌اش سرکنسولگری (ژنرال قنسول) ایران در عثمانی بود.
پس از استبداد صغیر در دوره دوم مجلس، نمایندگان در ۲۹ آذر ۱۲۸۹ او را به جای میرزا محمدخان صدیق حضرت برگزیدند که از نمایندگی استعفا کرده بود. پس از پایان دوره نمایندگی مجلس به وزارت خارجه بازگشت و به عنوان وابسته نظامی به روسیه رفت. پس از آن در استانبول و مصر و جده خدمت کرد تا اینکه وزیرمختار (سفیر) ایران در مصر شد.
پاکروان در بازگشت به تهران، مدیرکل و در آبان ۱۳۰۵ معاون وزارت امورخارجه شد. از اوائل سال ۱۳۰۶ که علیقلی مسعود انصاری وزیر امورخارجه برای مذاکره جهت بستن پیمانهای تجاری و امنیتی با روسیه به مسکو رفت و سفرش ماه‌ها به طول انجامید، سرپرستی وزارت خارجه به عهده پاکروان گذاشته شد و او وزارتخانه را اداره می‌کرد.
انصاری پس از عقد قراردادهایی با روسیه در مهر ۱۳۰۶ از وزارت کناره گرفت و اداره وزارت خارجه تا بهمن ۱۳۰۷ بر عهده پاکروان ماند. او در این مدت علاوه بر عهدنامه‌هایی در امور کنسولی با بلژیک، فرانسه، چکسلواکی و اتریش، امضاکننده پروتکلهایی با افغانستان برای استرداد مجرمان و همچنین کمک دو کشور ایران و افغانستان به یکدیگر در شرایط جنگی بود. معاهده مربوط به آزادی عبور و مرور ساکنان نوار مرزی ایران و شوروی نیز در دوران سرپرستی او امضا شد.
پاکروان در سال ۱۳۰۸ به عنوان وزیرمختار به اتریش و سپس ایتالیا فرستاده شد و در سال ۱۳۱۰ به مقام سفارت ایران در شوروی رسید. در سال ۱۳۱۳ به ایران بازگردانده و مقام استانداری خراسان به او داده شد. قیام مسجد گوهرشاد در زمان استانداری او رخ داد. نقش او در سرکوب قیام گوهرشاد باعث برکناری و بازداشت و پیگرد قضائی او پس از شهریور ۱۳۲۰ شد اما در نهایت برایش قرار منع تعقیب صادر شد.
در سال ۱۳۲۴ در کابینه صدرالاشراف به او پیشنهاد وزارت امورخارجه شد اما به علت اعتراضهایی که به سابقه استانداری او قیام مسجد گوهرشاد بازمی‌گشت، صدر الاشراف از این پیشنهاد منصرف شد و او را به عنوان سفیر به ایتالیا فرستاد.
آمینه پاکروان نویسنده و مترجم و استاد دانشگاه همسر فتح‌الله پاکروان و سرلشکر حسن پاکروان دومین رئیس ساواک، پسرش بود.